# مات بيتش
مات بيتش (بالإنجليزية: Matt Beech)‏ هو لاعب كرة قاعدة أمريكي، ولد في 20 يناير 1972 في أوكلاند في الولايات المتحدة.

## وصلات خارجية
- مات بيتش على موقع دوري كرة القاعدة الرئيسي (الإنجليزية)
- مات بيتش على موقعبيزبول رفرنس.كوم (الدوري الرئيسي) (الإنجليزية)
- مات بيتش على موقعبيزبول رفرنس.كوم (الدوري الثانوي) (الإنجليزية)
- مات بيتش على موقع إي إس بي إن.كوم (أم.أل.بي) (الإنجليزية)
- مات بيتش على موقع مشجعي الرسوم البيانية (الإنجليزية)